# ジェイミー・シャーパー
ジェイミー・シャーパー（Jamie Sharper、1974年11月23日- ）は、バージニア州リッチモンド出身のアメリカンフットボール選手。1997年から2005年までNFLの3チームでプレーした。弟のダレン・シャーパーもNFL選手となっている。

## 経歴
バージニア大学から1997年のNFLドラフト2巡目にボルチモア・レイブンズに指名されて入団した。ルーキーシーズンより68タックル、3サック、1インターセプトと活躍し、2000年シーズンに第35回スーパーボウルを優勝した時の強力なディフェンスの一員となった。2001年シーズン終了後、ヒューストン・テキサンズの加入に伴うエクスパンション・ドラフトで指名され、テキサンズに移った。テキサンズでは3シーズン中2度チーム最多タックルをあげたが2005年4月にチームからカットされた。その後シアトル・シーホークスと契約、開幕から8試合先発出場したが、右ひざの感染症によりその後欠場、2006年3月チームから解雇された。
9年間のキャリアで最後のシーズンのわずか8試合しか欠場せず136試合に連続出場している。